# Кайман (подводная лодка)
«Кайман» — подводная лодка типа «Кайман», входила в состав Российского Императорского флота.

## История
«Кайман» был заложен на верфи завода «В. Крейтон и К°» на Охте в Санкт-Петербурге в сентябре 1905 года. В 1907 году зачислена в списки флота, 28 ноября (11 декабря) 1907 года спущена на воду. С сентября 1908 года проходила испытания с достройкой, в ноябре 1909 года официально принята в казну, но до августа 1911 года дорабатывалась, испытывалась и доделывалась. 19 сентября 1911 года введена в строй.
Фактически начала службу с 1912 года. 3 июня 1913 года командиром подводной лодки был назначен старший лейтенант В. И. Дмитриев. Начало Первой мировой войны встретила в Ревеле (Таллине) в составе 2-го дивизиона подводных лодок. За годы войны совершила 18 боевых походов, выполнила одну торпедную атаку с запуском двух торпед, захватила один транспорт.